# 牛頓維爾 (阿拉巴馬州)
牛頓維爾（英語：Newtonville）是一個位於美國阿拉巴馬州費耶特縣的非建制地區。該地的面積和人口皆未知。

## 地理
牛頓維爾的座標為33°32′43″N 87°48′05″W / 33.54527°N 87.80138°W，而該地最高點為海拔高度95米（即312英尺）。